# Lysviks distrikt
Lysviks distrikt är ett distrikt i Sunne kommun och Värmlands län. Distriktet ligger omkring Lysvik i mellersta Värmland.

## Tidigare administrativ tillhörighet
Distriktet inrättades 2016 och utgörs av Lysviks socken i Sunne kommun.
Området motsvarar den omfattning Lysviks församling hade vid årsskiftet 1999/2000.

## Tätorter och småorter
I Lysviks distrikt finns en tätort och tre småorter.

### Tätorter
- Lysvik

### Småorter
- Bjälverud
- Gullsby
- Lövstaholm

### Övriga orter
- Åsegård